# 2001 FJ193
2001 FJ193, também escrito como 2001 FJ193, é um objeto transnetuniano (TNO) que está localizado no cinturão de Kuiper, uma região do Sistema Solar. Este corpo celeste é classificado como um plutino, pois, o mesmo está em uma ressonância orbital de 2:3 com o planeta Netuno. O mesmo possui uma magnitude absoluta de 9,3 e tem um diâmetro com cerca de 61 km.

## Descoberta
2001 FJ193 foi descoberto no dia 27 de março de 2001 pelos astrônomos R. L. Allen, G. Bernstein, e R. Malhotra.

## Órbita
A órbita de 2001 FJ193 tem uma excentricidade de 0,081 e possui um semieixo maior de 39,348 UA. O seu periélio leva o mesmo a uma distância de 36,179 UA em relação ao Sol e seu afélio a 42,516 UA.